# Silurus furness
Silurus furness é uma espécie de peixe da família Siluridae.
É endémica da Malásia.
- Referências

1. ↑  «The IUCN Red List of Threatened Species». IUCN Red List of Threatened Species. Consultado em 5 de outubro de 2019